# 塞塔特省
33°00′00″N 7°37′00″W / 33.0000°N 7.6167°W
塞塔特省（阿拉伯语：‎），是摩洛哥的省份，位於該國西北部，由卡薩布蘭卡-塞塔特大區負責管轄，首府設於塞塔特，面積975平方公里，2006年人口977,240，人口密度每平方公里1,002人。